# Temporada 1968 de la AFL

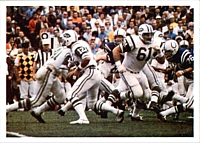
Una tarjeta de fútbol de 1986 Jeno's Pizza NFL juego de pegatinas de tarjetas de fútbol del mariscal de campo de los New York Jets Joe Namath ejecutando una jugada contra los Baltimore Colts durante el Super Bowl III. La tarjeta está numerada #37 en el conjunto.

La Temporada 1968 de la AFL fue la 9ª temporada de la AFL y la penúltima antes de la
fusión AFL-NFL. La temporada también vio el debut de los Cincinnati Bengals, esto le dio la AFL
nuevamente 10 equipos y fue el último equipo de expansión en la liga antes de la fusión.
La temporada finalizó cuando los New York Jets vencieron a los Oakland Raiders 27-23 por el juego de campeonato de la AFL. Dos semanas
más tarde, los Jets vencieron a Baltimore Colts de la NFL en el Super Bowl III en una de las mayores sorpresas
en la historia del deporte. Debido a que la AFL perdió los dos primeros juegos de Super Bowl, la fusión prevista entre la NFL y la AFL estaba
en peligro. La victoria de los Jets ayudó a mantener la fusión.

## Carrera Divisional
Con la incorporación de los Cincinnati Bengals, los diez equipos de la AFL se dividieron en partes iguales en dos divisiones. Cada equipo jugó
un partido en casa de ida y vuelta contra los otros cuatro equipos en su división, un partido contra cada uno de los cinco equipos de la
división opuesta, y un segundo juego contra uno de los equipos de la otra división.
Al igual que con las ocho temporadas anteriores, el equipo con mejor marca de la División Este jugaba contra el mejor en la división Oeste en
el juego de campeonato de la AFL, con la alternancia de localía entre las divisiones; la división del Este organizó en los años pares. Si
hubiera empate en las marcas de la división (como sucedió cuando Oakland y Kansas City en ambos terminaron 12-2), se llevaba a cabo una
segunda fase de desempate para determinar el ganador de la división. Los Jets, con la tercera mejor marca de la liga en 1968, tenía una
semana de descanso y acogió el partido por el título.
| Este | Registro          | Récord | Oeste            | Registro |
| ---- | ----------------- | ------ | ---------------- | -------- |
| 1    | Boston            | 1–0–0  | Empate (KC, SD)  | 1–0–0    |
| 2    | Empate (Bos, NYJ) | 1–0–0  | Empate (Oak, SD) | 1–0–0    |
| 3    | N.Y. Jets         | 2–0–0  | Empate (Oak, SD) | 2–0–0    |
| 4    | Empate (Bos, NY)  | 2–1–0  | Oakland          | 3–0–0    |
| 5    | N.Y. Jets         | 3–1–0  | Oakland          | 4–0–0    |
| 6    | N.Y. Jets         | 3–2–0  | Kansas City      | 5–1–0    |
| 7    | N.Y. Jets         | 4–2–0  | Kansas City      | 6–1–0    |
| 8    | N.Y. Jets         | 5–2–0  | Kansas City      | 7–1–0    |
| 9    | N.Y. Jets         | 6–2–0  | Kansas City      | 7–2–0    |
| 10   | N.Y. Jets         | 7–2–0  | Kansas City      | 8–2–0    |
| 11   | N.Y. Jets         | 7–3–0  | Kansas City      | 9–2–0    |
| 12   | N.Y. Jets         | 8–3–0  | Empate (KC, Oak) | 9–2–0    |
| 13   | N.Y. Jets         | 9–3–0  | Empate (KC, Oak) | 10–2–0   |
| 14   | N.Y. Jets         | 10–3–0 | Empate (KC, Oak) | 11–2–0   |
| 15   | N.Y. Jets         | 11–3–0 | Empate (KC, Oak) | 12–2–0   |

## Temporada regular

### Resultados
Los Cincinnati Bengals se unieron a la AFL como equipo de expansión.
| Local/Visitante | Local/Visitante    | División Este | División Este | División Este | División Este | División Este | División Oeste | División Oeste | División Oeste | División Oeste | División Oeste |
| Local/Visitante | Local/Visitante    | BOS           | BUF           | HOU           | MIA           | NY            | CIN            | DEN            | KC             | OAK            | SD             |
| --------------- | ------------------ | ------------- | ------------- | ------------- | ------------- | ------------- | -------------- | -------------- | -------------- | -------------- | -------------- |
| Este            | Boston Patriots    |               | 23–6          | 0–16          | 10–34         | 31–47*        | 33–14          | 14–35          |                |                | 17–27          |
| Este            | Buffalo Bills      | 7–16          |               | 7–30          | 17–21         | 37–35         |                |                | 7–18           | 6–48           | 6–21           |
| Este            | Houston Oilers     | 45–17         | 35–6          |               | 7–24          | 14–20         |                | 38–17          | 21–26          | 15–24          |                |
| Este            | Miami Dolphins     | 38–7          | 14–14         | 10–24         |               | 7–31          | 21–38          |                | 3–48           | 21–47          |                |
| Este            | New York Jets      | 48–14         | 25–21         | 26–7          | 35–17         |               | 27–14          | 13–21          |                |                | 23–20          |
| Oeste           | Cincinnati Bengals |               | 34–23         | 17–27         | 22–24         |               |                | 24–10          | 9–16           | 0–34           | 10–31          |
| Oeste           | Denver Broncos     | 17–20         | 34–32         |               | 21–14         |               | 10–7           |                | 7–30           | 7–43           | 23–47          |
| Oeste           | Kansas City Chiefs | 31–17         |               | 24–10         |               | 19–20         | 13–3           | 34–2           |                | 24–10          | 27–20          |
| Oeste           | Oakland Raiders    | 41–10         | 13–10         |               |               | 43–32         | 31–10          | 33–27          | 38–21          |                | 14–23          |
| Oeste           | San Diego Chargers |               |               | 30–14         | 34–28         | 15–37         | 29–13          | 55–24          | 3–40           | 27–34          |                |

(*) Jugado en Legion Field, Birmingham debido a que Boston Red Sox se negó a alquilar el Fenway Park
a los Patriots.

### Tabla de posiciones
V = Victorias, D = Derrotas, E = Empates, CTE = Cociente de victorias, PF= Puntos a favor, PC = Puntos en contra
| Campeón de Division |

| New York Jets   | 11 | 3  | 0 | .786 | 419 | 280 |
| Houston Oilers  | 7  | 7  | 0 | .500 | 303 | 248 |
| Miami Dolphins  | 5  | 8  | 1 | .385 | 276 | 355 |
| Boston Patriots | 4  | 10 | 0 | .286 | 229 | 406 |
| Buffalo Bills   | 1  | 12 | 1 | .077 | 199 | 367 |

| Oakland Raiders    | 12 | 2  | 0 | .857 | 453 | 233 |
| Kansas City Chiefs | 12 | 2  | 0 | .857 | 371 | 170 |
| San Diego Chargers | 9  | 5  | 0 | .643 | 382 | 310 |
| Denver Broncos     | 5  | 9  | 0 | .357 | 255 | 404 |
| Cincinnati Bengals | 3  | 11 | 0 | .214 | 215 | 329 |

## Juego de Campeonato
- Juego de Desempate, División Oeste
  - Oakland Raiders 41, Kansas City Chiefs 6, el 22 de diciembre de 1968, O.co Coliseum, Oakland, California
- Juego de Campeonato de la AFL
  - New York Jets 27, Oakland Raiders 23, el 29 de diciembre de 1968, Shea Stadium, New York, New York
- Super Bowl III
  - New York Jets (AFL) 16, Baltimore Colts (NFL) 7 , el 14 de enero de 1969, Orange Bowl, Miami, Florida